# پتاواوا
پتاواوا (به انگلیسی: Petawawa) یک شهرک در کانادا است که در شهرستان رنفرو واقع شده‌است.

## خصوصیات
پتاواوا  ۱۵٬۹۸۸ نفر جمعیت دارد.